# Paraxyletinus israelsoni
Paraxyletinus israelsoni is een keversoort uit de familie klopkevers (Anobiidae). De wetenschappelijke naam van de soort is voor het eerst geldig gepubliceerd in 1972 door Español.